# Michael Walchhofer
Michael Walchhofer (Radstadt, 28 de abril de 1975) é um esquiador alpino austríaco. Iniciou sua carreira competindo no slalom, mas especializou-se nas provas do downhill.
Conquistou a medalha de prata nos Jogos Olímpicos de Inverno de 2006 no evento de downhill masculino.